# Iris Rulkens
Iris Rulkens (Leende, 25 juni 1991) is een Nederlands comédienne. Ze staat bekend als de Typetjeskoningin en heeft allerlei BN'ers en televisiepersoonlijkheden geimiteerd.

## Biografie
Rulkens werd geboren in het Noord-Brabantse Leende. Op eenjarige leeftijd verloor ze haar vader aan een auto-ongeluk. Rulkens presenteerde sinds 2011 verschillende lifestyleprogramma's op de televisiezenders RTL 4, RTL 5 en SBS6 totdat ze door de coronapandemie werd geïnspireerd om mensen aan het lachen te krijgen. In 2020 begon Rulkens daarom met het doen van imitaties en typetjes op onlinekanalen als Instagram. Sinds 2023 is Rulkens ook als comédienne in het theater actief. Na een interview in het Eindhovens Dagblad waarin Rulkens aangaf wel open te staan voor een theatertour, werd ze gebeld door een Eindhovense theaterproducent om deze droom waar te maken. Vanaf 2024 heeft Rulkens ook haar eigen theatershow getiteld Hier is Iris Live. Deze ging op 6 november 2024 in premiére in het DeLaMar theater in Amsterdam. In 2025 vervolgt ze deze tour, waarin ze de bezoekers meeneemt langs een tour door haar persoonlijke leven.

## Filmografie

### Televisieprogramma's
| Jaar      | Televisieprogramma                                                                | Zender      | Opmerkingen  |
| --------- | --------------------------------------------------------------------------------- | ----------- | ------------ |
| 2011-2020 | LifestyleXperience, WoonTips, Goed Gevonden, Da's Goed Geregeld, De Helden van Nu | RTL 4       |              |
| 2012      | Lekker Leuk Leven                                                                 | SBS6        |              |
| 2021      | De Alleskunner                                                                    | SBS6        | 27ste plaats |
| 2022      | Killer Camp                                                                       | Prime Video |              |
| 2023      | De Slimste Mens                                                                   | NPO 1       | 2 afl.       |